# Cappella di San Giuseppe Patriarca
La cappella di San Giuseppe Patriarca è una cappella di Trepuzzi, in provincia di Lecce.

## Storia
Di proprietà della famiglia Petrucci, risale alla seconda metà del XVII secolo. Dalla visita pastorale del 1680 del vescovo Michele Pignatelli, si evince che i lavori di costruzione iniziarono probabilmente prima del 1666 per volere del sacerdote Giuseppe Petrucci ("Sacerdote della Matrice Chiesa della terra di Trepuzze") e di suo fratello Marc'Orazio, come si ricava anche dall'iscrizione incisa sul sepolcro della famiglia, posto sotto il pavimento della cappella, sulla cui lapide è incisa:

## Arte

### Esterno
Sull'architrave del portale d'ingresso, dagli stipiti riccamente decorati, si legge l'iscrizione CORONA JUSTITIAE / FLORENTI SICVT LILIVM ("Una corona di giustizia è riservata a colui che fiorisce come giglio") con evidente allusione a San Giuseppe. Ai lati del portale si aprono due nicchie vuote, dalla cui base sporgono due testine alate. In alto, ai lati della finestra decorata da piccoli fiori, sono collocati due stemmi scolpiti in pietra leccese, entrambi sormontati da due elmi con cimiero: quello a destra è lo stemma della famiglia Giugni, raffigurante un elmo su tre gambali con piedi umani, quello a sinistra è lo scudo araldico della famiglia Petrucci, raffigurante un'aquila con le ali spiegate e la testa coronata. L'aquila stringe tra gli artigli un grappolo d'uva. Sotto gli stemmi sono collocati due cartigli con iscrizioni latine.

### Interno
L'interno è ad una sola navata, coperta da volta a botte lunettata. Ai lati dell'ingresso sono visibili due acquasantiere con decorazioni tipicamente barocche e sopra di esso la cantoria in pietra. Nella parete destra, due nicchie ospitano le statue settecentesche, in cartapesta, di san Giuseppe e dei Santi Medici. La cappella ha un solo altare, dedicato a san Giuseppe sul cui paliotto sono ripetuti, con qualche variante, gli stemmi presenti sulla facciata. L'altare è adorno della tela raffigurante il Sogno di san Giuseppe, opera firmata da P. Calavita e datata 1667.